# Anastoechus barbatus
Anastoechus barbatus là một loài ruồi thuộc họ Bombyliidae. Loài này có ở Canada (từ vùng đông Yukon đến Ontario), và trên hầu hết Hoa Kỳ (từ vùng tây Massachusetts đến California và Texas, nhưng lại không được ghi nhận ở vùng đông nam). Ấu trùng của loài này ăn trứng châu chấu.